# Zayse-Zergulla jezik
Zayse-Zergulla jezik (zaysete, zaisse, zaysitè, zaysse, zergula; ISO 639-3: zay), omotski jezik uže skupine ometo, kojim govori 17 800 ljudi (1994 popis) zapadno od jezera Chamo u Etiopiji. Postoje dva dijalekta zergulla (zergullinya; 7 625) i zayse (10 172).
Etnička populacija Zergulla iznosi svega 390 (1994, popis), ali ovim dijalektom govori i 7 000 pripadnika plemena Gamo. Pismo: etiopsko.

## Vanjske poveznice
- Ethnologue (14th)
- Ethnologue (15th)